# Phacelia popei
Phacelia popei är en strävbladig växtart som beskrevs av John Torrey och Gray. Phacelia popei ingår i Faceliasläktet som ingår i familjen strävbladiga växter. Inga underarter finns listade i Catalogue of Life.